# Alejandro Finisterre
Alejandro Finisterre o Alexandre de Fisterra es el seudónimo de Alejandro Campos Ramírez, poeta, inventor, editor y anarquista español nacido en Finisterre, en 1919 y fallecido en Zamora el 9 de febrero de 2007. Fue el inventor del futbolín, versión española del fútbol de mesa.

## Biografía
Alejandro Campos Ramírez, hijo del telegrafista Manuel Campos Pedreira y de Josefina Ramírez Barreiro, nació en Finisterre, y se trasladó a La Coruña a los cinco años. A los quince se marchó a estudiar el Bachillerato a Madrid. Una vez allí, la zapatería de su padre quedó en quiebra, lo que le imposibilitaba pagar la matrícula de los estudios. Por esa razón el director de la escuela lo puso a trabajar corrigiendo los trabajos escolares de los cursos más bajos, para permitirle seguir en la escuela. También estuvo empleado en la construcción como peón de albañil y después en una imprenta. Fue en Madrid donde conoció a León Felipe (del que sería albacea), y con él y Rafael Sánchez Ortega editaron el periódico Paso a la juventud para venderlo por las calles.
En noviembre de 1936 quedó sepultado en uno de los bombardeos de Madrid durante la guerra civil española. Lo trasladaron en un primer momento a Valencia, pero como las heridas eran graves tuvieron que llevarlo a un hospital en Montserrat. Allí conoció a muchos otros niños heridos como él, que no podían jugar al fútbol. Fue entonces cuando desarrolló la idea del futbolín, inspirado en el tenis de mesa. Alejandro Finisterre le confió a su amigo Francisco Javier Altuna, un carpintero vasco, la fabricación del primer futbolín según sus instrucciones. Aun así, no pudo conseguir que su invento fuese fabricado y distribuido a nivel industrial porque todas las fábricas de juguetes se dedicaban a producir armas para la guerra. Patentó la invención en Barcelona en enero de 1937, a la vez que el primer pasahojas de partituras accionado con el pie, creado para una chica pianista de la que estaba enamorado. Debido al triunfo del franquismo en la guerra, se exilió a Francia cruzando los Pirineos a pie, con la desgracia de perder durante el viaje el documento de la patente que llevaba.
Ya en París, en el año 1948, gracias a la patente del pasahojas, consiguió ganar algo de dinero con el que marchó a Quito (Ecuador), donde fundó la revista Ecuador 0°, 0', 0" en la que le dedicaba cada número a poetas de un país diferente. Más tarde, en 1952, fue al Cabo de Santa María en Guatemala, donde mejoró su futbolín y empezó a fabricarlos, haciendo un buen negocio. Esto sucedió mientras había democracia en ese país, ya que tras el golpe de Estado del coronel Carlos Castillo Armas fue robado y secuestrado por sus ideales republicanos, quedando sin nada de valor. 
Agentes especiales españoles lo embarcaron en un avión con dirección a España, pero pudo escapar, se refugió en el lavabo del avión y construyó una bomba ficticia envolviendo una pastilla de jabón con papel de aluminio. Con esa "bomba" amenazó a la tripulación y ganó el favor de los viajeros luego de decirles que era "un refugiado español". El avión se desvió a Panamá, en lo que fue uno de los primeros secuestros de avión.
Más tarde marchó a México, donde encontró amigos poetas y escritores. Allí permaneció dedicándose a las artes gráficas y a la edición. Fundó y presidió la Editorial Finisterre Impresora, desde la que editó la revista del centro gallego de México y diferentes libros de poetas, entre los que se encuentran León Felipe, Ángel Martínez Baigorri y Juan Larrea. Además fue redactor de El Nacional y editó un facsímil de la revista Galeusca y el primer libro de poemas de Ernesto Cardenal.
Volvió a España durante la Transición Española. Residió en Aranda de Duero (provincia de Burgos), donde continuó escribiendo mientras era miembro de la Real Academia Gallega de la que era miembro correspondiente en México desde 1967, a propuesta de Álvaro Cunqueiro, Francisco F. del Riego y Xesús Ferro Couselo.
Una vez en España se asombró de ver que el futbolín se había extendido tanto, aunque la gran difusión se debía a que los fabricantes valencianos asumieron el juego como propio de ellos, sin darle ningún tipo de crédito a Alejandro.
Después se trasladó a Zamora, donde gestionó la herencia del poeta León Felipe como albacea testamentario.
Falleció en Zamora, en su casa del barrio de Pinilla, a la edad de 87 años, el 9 de febrero de 2007. Sus cenizas fueron esparcidas en el Río Duero a su paso por la ciudad de Zamora y en el Atlántico en Finisterre.
Escribió unas memorias, perdidas e inéditas, que tituló Bajo vientos, mareas y pechelingues.
Fue su primera esposa Emilia de Roa y Riaza, de la familia del Marquesado de Piedra Blanca de Guana, con la que se casó en la Iglesia de San Jerónimo el Real de Madrid en 1945, y con la que tuvo un hijo, Alejandro, que falleció muy joven. Su segunda mujer fue la soprano de trayectoria internacional María Herrero Palacios, natural de Baños de Valdearados, en la comarca de la Ribera.

## Curiosidades
- El grupo gallego Os Diplomáticos de Monte Alto tiene una canción dedicada al futbolín que empieza mencionando al inventor: Ano 37 guerra civil / Alexandre de Fisterra inventa o futbolín. La canción se hizo famosa al ser parte el videoclip del contenedor infantil de la Televisión de Galicia llamado Xabarín Club.
- En 2004, la productora Tratart Produccions realizó el documental Tras el Futbolín. Un documental dirigido por Bep Moll con guion de Joan Pons. En el documental Alejandro Finisterre narra su fantástica vida y cómo creó su más célebre invento, el futbolín. Posiblemente una de las últimas entrevistas que concedió antes de su muerte.